# Ачерно
Ачѐрно (на италиански: Acerno) е малко градче и община в Южна Италия, провинция Салерно, регион Кампания. Разположено е на 727 m надморска височина. Населението на общината е 2872 души (към 2011 г.).